# Olaf I. (Isle of Man)

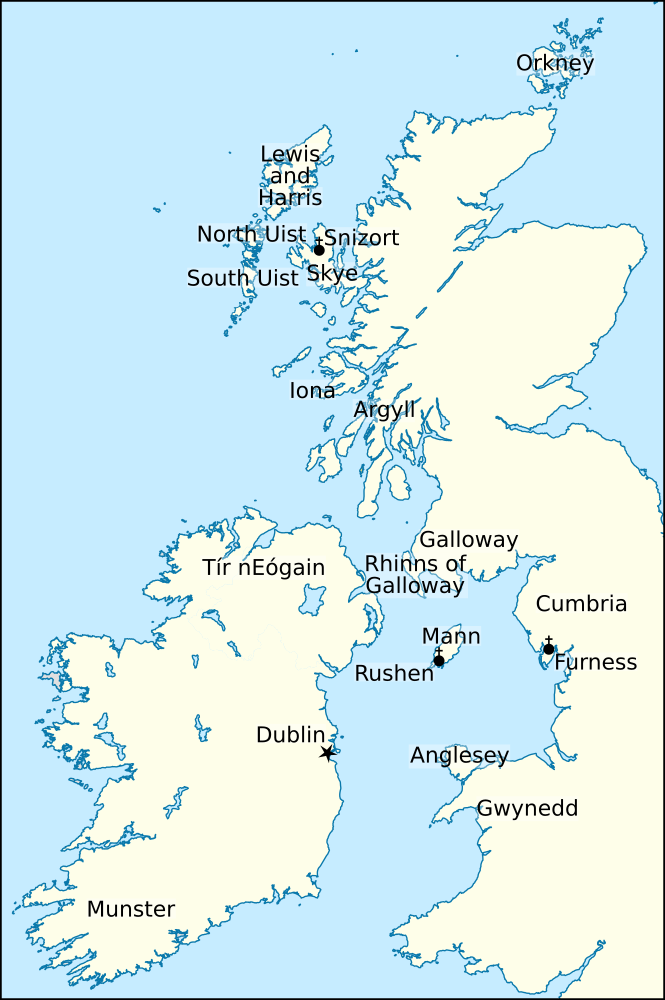
Man und die britischen Inseln zur Zeit von Olaf I.

Olaf I. (auch Óláf, Óláfr Bitlingr oder Óláfr Guðrøðarson) († 29. Juni 1153) war ein König von Man und der Inseln.

## Herkunft und Erbe
Olaf war der dritte Sohn von Godred Crovan, der vermutlich 1079 die Isle of Man erobert hatte. Neben dem Beinamen Olaf der Rote wurde er vermutlich wegen seiner geringen Körpergröße auf altnorwegisch Óláfr Bitlingr (deutsch: kleines bisschen) oder Klinigr (deutsch: Zwerg) genannt. Nach dem Tod seines Vaters 1095 wurde zunächst sein ältester Bruder Lagman König von Man, der jedoch kurze Zeit später die Herrschaft dem norwegischen König Magnus Barfuß überlassen musste. Olaf verbrachte zumindest einen Teil seiner Jugend am Hof des englischen Königs Heinrich I., wohin er von Lagman gesandt wurde. Am englischen Königshof kam er mit der normannischen und der französischen Kultur in Kontakt, aber auch mit Mitgliedern der schottischen Königsfamilie, da der englische König mit Matilda eine schottische Königstochter geheiratet hatte. Nach dem Tod von Magnus Barfuß 1103 kehrte dessen junger Sohn und Erbe Sigurd nach Norwegen zurück, so dass Olaf die Herrschaft über die Isle of Man und das Königreich der Inseln übernehmen konnte. Der Beginn seiner Herrschaft gilt dabei als ungewiss, die Angaben reichen von 1102 bis etwa zehn Jahre später. Nach der im 13. Jahrhundert verfassten Manx Chronicle übernahm er 1102 die Herrschaft. Nach der Manx Chronicle soll er aber auch 40 Jahre lang geherrscht haben und 1153 gestorben sein, so dass entweder das Jahr seiner Übernahme der Herrschaft oder die Angabe der Dauer der Herrschaft falsch ist. Nach der neueren Forschung hat Olaf erst 1113 die Herrschaft übernommen. Die Adligen der Isle of Man sollen nach dem Tod von Olafs Bruder Lagman um 1111 eine Gesandtschaft zu Muirchertach Ua Briain, dem irischen König von Munster geschickt haben. Muirchertach sollte einen Regenten benennen, der bis zur Volljährigkeit von Olaf die Herrschaft übernehmen sollte. Muirchertach soll einen Donald, Son of Tade, gesandt haben, der drei Jahre lang tyrannisch auf der Isle of Man herrschte. Dann soll er von lokalen Adligen vertrieben worden sein. Nach der Vertreibung von Donald, Son of Tade sandten die Adligen von Man Boten zum englischen Königshof, wo Olaf immer noch lebte. Die Boten geleiteten Olaf dann als neuen König nach Man.

## König von Man und der Inseln
Als König soll es Olaf gelungen sein, nicht nur ein gutes Verhältnis zu den englischen Königen gehabt zu haben, sondern auch alle irischen und schottischen Könige sollen seine Verbündete gewesen sein. Niemand soll es gewagt haben, während seiner langen Herrschaft den Frieden im Königreich der Inseln zu stören. Es gibt aber keinen Beleg, dass er vor 1152 den norwegischen Königen, die nominell Oberherren des Königreichs der Inseln waren, die Treue schwor. Erst als er sein Reich 1152 durch den schottischen König David I. bedroht sah, sandte er seinen Sohn Godred zum norwegischen König Sigurd II. Nach der Manx Chronicle war Olaf ein frommer Herrscher. Er reorganisierte das Bistum Man und gewährte 1134 den Mönchen des nordenglischen Klosters Furness das Recht der Bischofswahl. Im gleichen Jahr gründete er Rushen Abbey als Tochterkloster von Furness. Das Kloster sollte als geistliches Zentrum von Man dienen und die Macht des Königs festigen. Vermutlich gegen Ende seiner Herrschaft wurde das Bistum Man nach den Wirren um Bischof Wimund erneut reformiert und auf Man und den Inseln wurden Pfarreien eingerichtet.

## Tod
1153 landeten die drei Söhne seines Bruders Harald, die in Dublin aufgewachsen waren, mit einem Heer auf Man. Sie verlangten von Olaf die Herausgabe der Hälfte seines Königreiches. Am 29. Juni 1153 traf sich Olaf mit seinen drei Neffen bei Ramsey. Dabei kam es zum Streit, und Olaf wurde mit einem Streich durch eine Axt enthauptet. Seine Neffen teilten Man untereinander auf, dann begannen sie einen erfolglosen Angriff auf Galloway. Da zur gleichen Zeit auch der schottische König David starb, war die Region politisch instabil. Olafs Sohn Godred war zu dieser Zeit noch in Norwegen. Er kehrte 1154 nach Man zurück und konnte seine Cousins, die seinen Vater ermordet hatten, besiegen.

## Ehen, Nachkommen und Nachwirkung
Olaf hatte nach einer norwegischen Chronik aus dem späten 12. oder frühen 13. Jahrhundert Ingebjorg, eine Tochter von Jarl Hákon Paulsson von Orkney († 1123) geheiratet. Mit ihr hatte er mindestens eine Tochter, Ragnhild, die Somerled, den Lord of Argyll, heiratete. Nach der Manx Chronicle hatte er Affreca, eine Tochter von Fergus of Galloway geheiratet. Affreca war vermutlich die Mutter seines Sohns Godred. Ob jetzt Ingebjorg oder Affreca seine rechtmäßige Frau war, kann nicht geklärt werden. Vermutlich hatte er mit verschiedenen Konkubinen noch zahlreiche weitere Kinder, darunter drei Söhne.
Von Olafs langer und ereignisreicher Herrschaft ist nur wenig gesichert bekannt. Er konnte seine Herrschaft auf Man stabilisieren und gilt deshalb als der eigentliche Begründer der Dynastie der Godfreysons auf der Insel. Seine Herrschaft war geprägt vom Wandel zwischen einem Wikingerhäuptling, der zahlreiche Geliebte hatte, zu einem feudalen Fürsten, der die Kirche in seiner Herrschaft reformierte. Seine Herrschaft war sowohl politisch wie auch kirchlich ein goldenes Zeitalter für die Isle of Man und blieb lange Zeit friedlich.